# Anja Lundholm
Anja Lundholm (* 28. April 1918 in Düsseldorf; † 4. August 2007 in Frankfurt am Main; eigentlich Helga Erdtmann) war eine deutsche Schriftstellerin. Sie verwendete auch die Pseudonyme Ann Berkeley und Alf Lindström.

## Leben
Anja Lundholm, geboren als Helga Erdtmann, war die Tochter des Apothekers Erich Erdtmann aus Krefeld und seiner aus einer Arztfamilie in Darmstadt stammenden jüdischen Ehefrau, Elisabeth Blumenthal. Sie wuchs in Krefeld auf und besuchte das Krefelder Lyzeum. Von 1936 bis 1939 studierte sie Klavier, Gesang und Schauspiel an der Staatlichen Akademischen Hochschule für Musik in Berlin und übernahm kleinere Rollen in Filmen der Ufa. Nachdem ihr Vater, der sich vom Deutschnationalen zum überzeugten Nationalsozialisten und Mitglied der SS entwickelt hatte, seine jüdische Ehefrau 1938 in den Selbstmord getrieben hatte, gelang Helga Erdtmann, die als „Halbjüdin“ im Dritten Reich von den diskriminierenden Bestimmungen der Nürnberger Gesetze betroffen war, 1941 mit Hilfe gefälschter Papiere die Flucht nach Italien.
In Rom schloss sie sich einer internationalen Widerstandsgruppe an, wurde allerdings 1943 kurz nach der Geburt ihres ersten Kindes Diana aufgrund der Denunziation durch ihren Vater, der bereits 1934 in die SS eingetreten war, von der Gestapo verhaftet. Nach ausgedehnten Verhören und Misshandlungen überführte man sie November 1943 nach Innsbruck. Dort wurde sie in einem Prozess wegen Hochverrats zum Tode verurteilt und im Frühjahr 1944 ins Konzentrationslager Ravensbrück gebracht, wo es ihr gelang, ihrer beabsichtigten „Vernichtung durch Arbeit“ zu entgehen. Ab Ende 1944 war sie Zwangsarbeiterin in einem KZ-Außenlager, aus dem sie mit anderen Häftlingen im April 1945 auf einem „Todesmarsch“ evakuiert wurde. Sie konnte fliehen und gelangte durch die russischen Linien zur britischen Armee in Lüneburg.
In der Folge verschlug es die Autorin nach Brüssel, wo sie den schwedischen Kaufmann Lundholm kennenlernte. Sie heiratete Lundholm, nahm die schwedische Staatsbürgerschaft an und hielt sich mit ihrem Ehemann an verschiedenen Orten in Europa auf. Während dieser Zeit arbeitete sie als Dolmetscherin und freie Journalistin für britische Zeitungen. Nachdem ihre Ehe mit Lundholm geschieden worden war, ließ Anja Lundholm sich 1953 in Frankfurt am Main nieder, wo sie bis zu ihrem Tod als freie Schriftstellerin und Übersetzerin lebte, seit den Fünfzigerjahren stark behindert durch ihre Multiple-Sklerose-Erkrankung. Sie führte die Erkrankung auf die an ihr in Ravensbrück vorgenommenen medizinischen Versuche zurück.
Anja Lundholm war Mutter zweier Kinder: Ihre Tochter Diana wurde 1943 kurz vor ihrer Verhaftung geboren und galt bis Anfang der 1950er Jahre als verschollen; aus der Ehe mit Lundholm ging 1951 der Sohn Melvyn hervor. 1953 wurde ihr auf Betreiben ihres mittlerweile entnazifizierten Vaters das Sorgerecht über ihre beiden Kinder entzogen.
Anja Lundholm war Verfasserin von vorwiegend autobiografischen Romanen, in denen sie ihr abenteuerliches Schicksal zwischen 1927 und 1949 verarbeitete; vor allem mit der Schilderung ihrer Zeit im Frauen-KZ Ravensbrück in Das Höllentor erregte sie in den Achtzigerjahren großes Aufsehen in der Bundesrepublik, während das Buch in der DDR unerwünscht war.
Anja Lundholm war Mitglied des Verbandes Deutscher Schriftsteller.
Sie starb am 4. August 2007 in Frankfurt nach langer Krankheit im Alter von 89 Jahren.
Ihre Bibliothek befindet sich im Deutschen Exilarchiv 1933–1945 in der Deutschen Nationalbibliothek in Frankfurt a. M.

## Auszeichnungen und Ehrungen

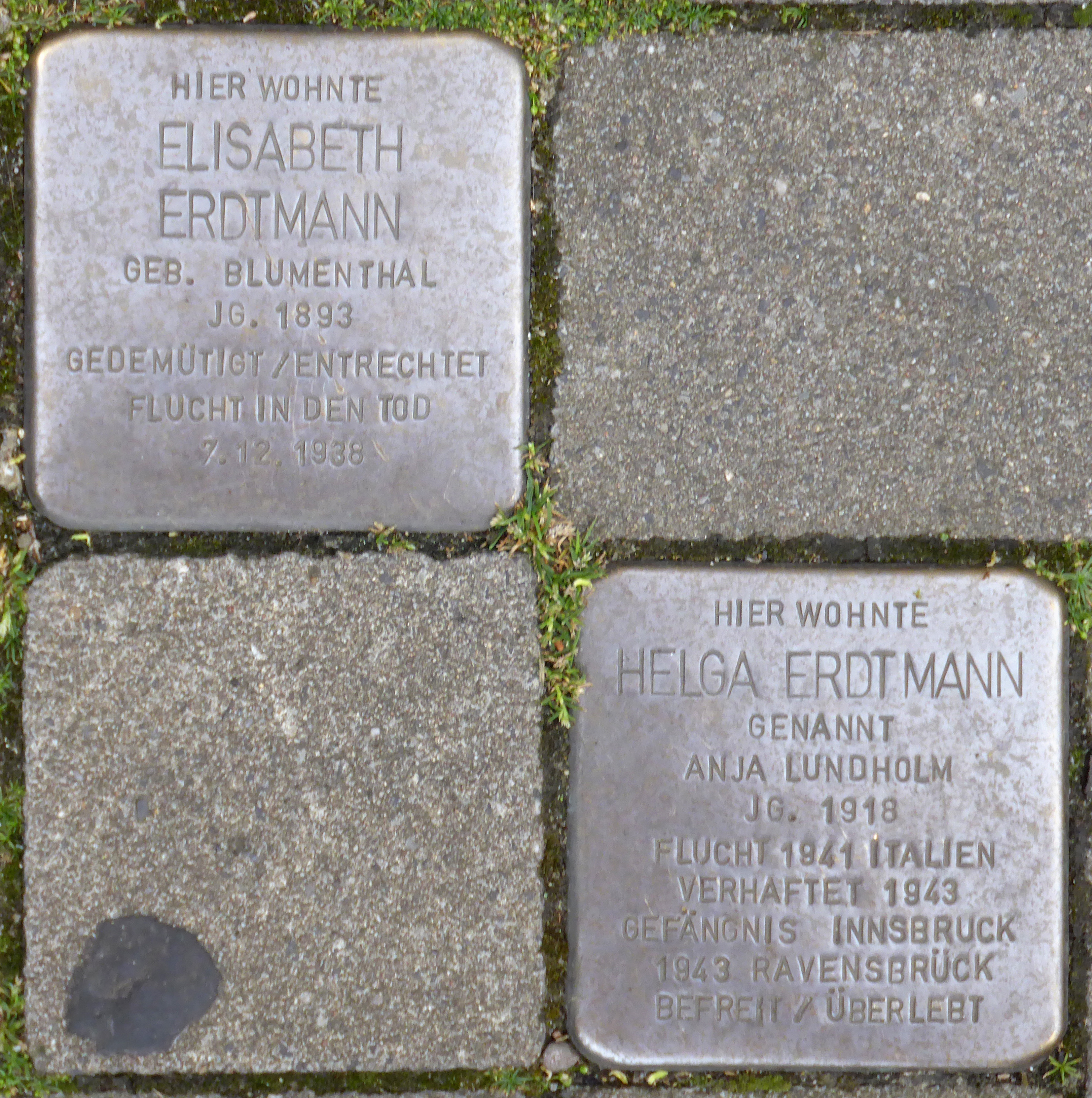
Stolpersteine für Elisabeth und Helga Erdtmann, vor der Apotheke Uerdinger Straße 1, Krefeld

- 1970 Kulturpreis des Auswärtigen Amtes der Bundesrepublik Deutschland
- 1986 Förderpreis der Deutschen Akademie für Sprache und Dichtung in Darmstadt
- 1991 Sonderpreis zum Erich-Maria-Remarque-Friedenspreis der Stadt Osnabrück
- 1993 Johanna-Kirchner-Medaille der Stadt Frankfurt am Main
- 1997 Hans-Sahl-Preis
- 1998 BDS-Literaturpreis[5]
- 1998 Goetheplakette der Stadt Frankfurt am Main
- 1998 Wilhelm-Leuschner-Medaille des Landes Hessen
- 2003 Niederrheinischer Literaturpreis der Stadt Krefeld

## Werke
Belletristische Romane
- Ich liebe mich, liebst du mich auch? Hamburg u. a. 1971 (unter dem Namen Ann Berkeley) (auch als Bluff bei Luebbe, Bergisch Gladbach, mehrfache Auflage ab 1982)
- Zerreißprobe. Düsseldorf 1974.
- Nesthocker. München 1977.
- Mit Ausblick zum See. Hamburg 1979.
- Narziß postlagernd. Bergisch Gladbach 1985.

Autobiographische Romane
| Titel                  | Jahr der Erst- erscheinung | Behandelter Zeitraum         | Inhalt |
| ---------------------- | -------------------------- | ---------------------------- | --- |
| Halb und halb          | 1966                       | 1935–1941                    | Erfahrungen als junge Halbjüdin im NS-Staat. |
| Morgengrauen           | 1970                       | 1945                         | Erzählperspektive: Präteritum, 3. Person. Flucht mit einem ebenfalls aus dem KZ Ravensbrück stammenden weiblichen Mithäftling nach Kriegsende vom sowjetisch besetzten Brandenburg zur britischen Armee in Lüneburg. Beide Häftlinge sind durch die Zeit im Konzentrationslager so traumatisiert, dass sie sich kaum noch an ihre eigenen Namen oder die Zeit vor der Haft erinnern können, nehmen sich selbst kaum noch als Frauen oder auch nur als Menschen wahr. |
| Der Grüne              | 1972                       | 1960 (bzw. frühe 60er Jahre) | Erzählperspektive: Episches Präsens, 1. Person. Die halbjüdische Icherzählerin erleidet nach dem Tod ihres tyrannischen deutschen Vaters, der bei der SS gewesen ist, einen Nervenzusammenbruch. Der Anwalt des Vaters drangsaliert sie wiederholt in der Klinik, da der Vater ihm vor seinem Tod eingeredet hat, dass die halbjüdische Tochter das eigentlich dem Anwalt testamentarisch zustehende beträchtliche Vermögen der Mitte der 30er Jahre in den Selbstmord getriebenen jüdischen Mutter an sich gerissen und versteckt hätte. In Wahrheit hat der Vater das Vermögen selbst verschleudert. Lt. Spiegel online eine „schonungslose Analyse“ von Lundholms Vater, der in Rückblenden zum einen in die 50er Jahre als bettlägerig dahinsiechender, aber nach wie vor tyrannischer alter Mann auftaucht, zum anderen auch in die Kindheit und Jugend der Icherzählerin, als sie und ihre Geschwister bereits unter der Brutalität und Herzlosigkeit des Vaters zu leiden hatten. In den 90er Jahren als Ein ehrenwerter Bürger neu aufgelegt. |
| Jene Tage in Rom       | 1982                       | 1941-Ende 1943               | Flucht mit gefälschten Papieren nach Italien und dortige Widerstandstätigkeit bis zur Verhaftung im November 1943, kurz nach der Geburt ihrer Tochter Diana. |
| Geordnete Verhältnisse | 1983                       | 1930 (ca.)                   | Erzählperspektive: Episches Präsens, 1. Person. Kindheit zwischen der lieblosen deutschen Familie des tyrannischen Vaters und der liebevollen jüdischen Familie der Mutter; der Vater verharmlost als dünkelhafter Deutschnationaler die Wahlsiege der ihm noch etwas zu proletenhaft erscheinenden NSDAP. |
| Die äußerste Grenze    | 1988                       | 1946                         | Erzählperspektive: Präteritum, 3. Person. Unmittelbare Nachkriegszeit als noch immer kaum wieder menschliche KZ-Überlebende im zerbombten Brüssel. |
| Das Höllentor          | 1988                       | 1944–1945                    | Erzählperspektive: Episches Präsens, 1. Person. KZ-Haft in Ravensbrück vom Frühjahr 1944 bis zur Flucht Anfang Mai 1945. |
| Im Netz                | 1991                       | 1943–1944                    | Erzählperspektive: Episches Präsens, 1. Person. Gestapohaft in Innsbruck von November 1943 bis zur Verschleppung ins KZ Frühjahr 1944. Die Icherzählerin erlebt aufgrund der Tatsache, dass der Vater SS-Mitglied ist, eine überraschende Vorzugsbehandlung ohne Folter oder dergleichen. Nachdem der Vater allerdings informiert wurde und vor Ort nach dem Rechten gesehen hat, kommt der Gestapokommissar, der die Vorzugsbehandlung ermöglicht hat, unmittelbar selbst in Haft. Die Erzählerin wird daraufhin zum ersten Mal gefoltert und danach ins KZ verschleppt. |

Übersetzungen
- Peter Baker: Das große Spiel. Zürich 1970 (übersetzt unter dem Namen Alf Lindström).
- Peter Baker: Privatklinik Valetudo. Zürich 1971 (übersetzt unter dem Namen Alf Lindström).
- Richard Beilby: Keinen Orden für Aphrodite. Zürich 1970 (übersetzt unter dem Namen Alf Lindström).
- Mala Rubinstein: Schön und charmant mit Mala Rubinstein. Zürich 1975.
- Gordon Thomas: Die Feuerwolke. Zürich 1970 (übersetzt unter dem Namen Alf Lindström).

Rezensionen
- Katharina Iskandar: über Anja Lundholms Biographie Geordnete Verhältnisse.

## Dokumentarfilme
- Die zwei Leben der Anja Lundholm. Chronik eines Jahrhunderts. Dokumentarfilm von Christian Gropper, Deutschland 2007, 90 Min. (Erstausstrahlung am 28. August 2007, ARD, 22.45 Uhr, Inhaltsangabe).
- Die Odyssee der Anja Lundholm. Dokumentarfilm von Freya Klier für den Hessischen Rundfunk. Deutschland 1998, 45 Min.

## Quelle
- Kritisches Lexikon zur deutschsprachigen Gegenwartsliteratur. Band 8.